# Richard Fromberg
Richard James Fromberg (nacido el 28 de abril de 1970 en Ulverstone, Australia) es un tenista profesional.
Fromberg comenzó jugando tenis a los 10 años. En 1987, alcanzó las finales del Abierto de Australia Junior tanto en individuales como en dobles. Se volvió profesional en 1988. En 1990, ganó su primer campeonato de alto nivel en Bolonia y su primer torneo de dobles en Schenectady, Nueva York.
Fromberg ha jugado por Australia en dos finales de Copa Davis durante su carrera. En 1990 fue parte del equipo que perdió 3-2 en la final contra Estados Unidos (ganando el partido de sencillos contra Michael Chang y perdiendo otro en 5 sets contra Andre Agassi). En 1993 fue parte del equipo que perdió la final por 4-1 contra Alemania (ganando un partido de sencillos a Marc-Kevin Goellner y perdiendo otra contra Michael Stich). Tiene un récord de 11-4 en la Copa Davis (10-4 en individuales y 1-0 en dobles).
La mejor participación de Fromberg en campeonatos de Grand Slams fue cuando alcanzó la cuarta ronda del Abierto de Australia en 1993 y en 1998. 
Durante su carrera, Fromberg ganó cuatro torneos de individuales y dos en dobles. Su máxima ubicación en el ranking de individuales fue 24 (en 1990). 

## Finales en individuales

### Títulos (4)
| Leyenda                |
| Grand Slam (0)         |
| Tennis Masters Cup (0) |
| ATP Masters Series (0) |
| ATP Tour (4)           |

| No. | Fecha                    | Torneo     | Superficie    | Oponente en la final | Marcador         |
| 1.  | 28 de mayo de 1990       | Bologna    | Tierra batida | Marc Rosset          | 4–6, 6–4, 7–6(5) |
| 2.  | 16 de julio de 1990      | Båstad     | Tierra batida | Magnus Larsson       | 6–2, 7–6         |
| 3.  | 5 de enero de 1991       | Wellington | Dura          | Lars Jonsson         | 6–1, 6–4, 6–4    |
| 4.  | 29 de septiembre de 1997 | Bucarest   | Tierra batida | Andrea Gaudenzi      | 6–1, 7–6(2)      |

### Finalista (7)
- 1990: Singapur, pierde con Kelly Jones, 4–6, 6–2, 6–7(4)
- 1993: Tampa, Estados Unidos, pierde con Jaime Yzaga, 6–4, 6–2
- 1994: Florencia, Italia, pierde con Marcelo Filippini, 3–6, 6–3, 6–3
- 1994: Hilversum, Países Bajos, pierde con Karel Nováček, 7–5, 6–4, 7–6(7)
- 1995: Torneo de Sídney, Australia, pierde con Patrick McEnroe, 6–2, 7–6(4)
- 1998: Torneo de Auckland, Nueva Zelanda, pierde con Marcelo Ríos, 4–6, 6–4, 7–6(3)
- 1998: Ámsterdam, Países Bajos, pierde con Magnus Norman, 6–3, 6–3, 2–6, 6–4